# Przytoń (Węgorzyno)
Przytoń (deutsch Klaushagen, früher Claushagen) ist ein Dorf in der polnischen Woiwodschaft Westpommern. Es gehört zur Gmina Węgorzyno (Stadt- und Landgemeinde Wangerin) im  Powiat Łobeski (Labser  Kreis).

## Geographische Lage
Das Dorf liegt in Hinterpommern, am Klaushagener See, etwa dreißig Kilometer südsüdöstlich der Stadt Resko (Regenwalde), zwölf Kilometer südlich der Stadt Łobez (Labes) und vier Kilometer östlich der Stadt Węgorzyno (Wangerin).

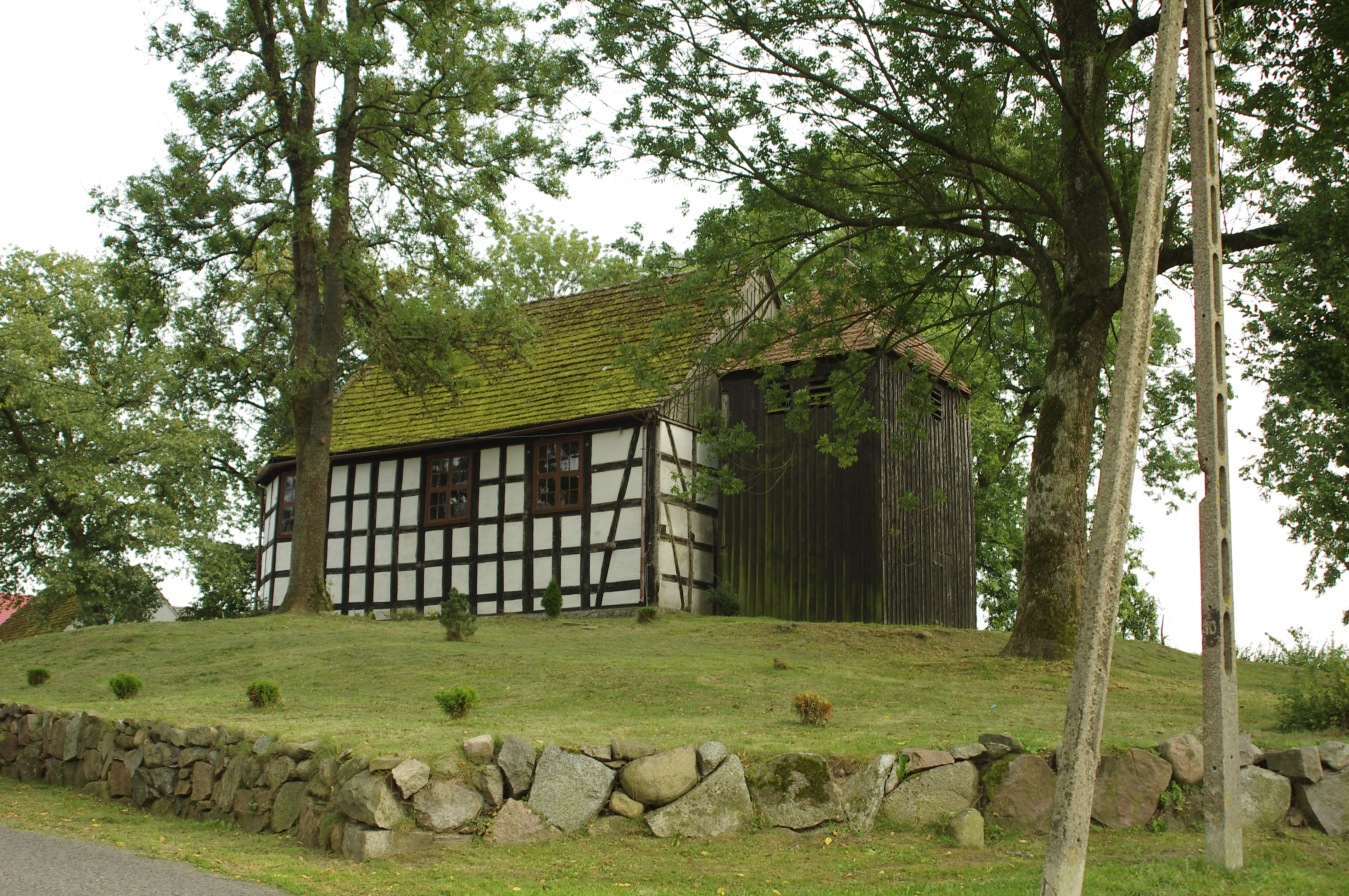
Dorfkirche (2012), bis 1945 Gotteshaus der evangelischen Gemeinde Klaushagen

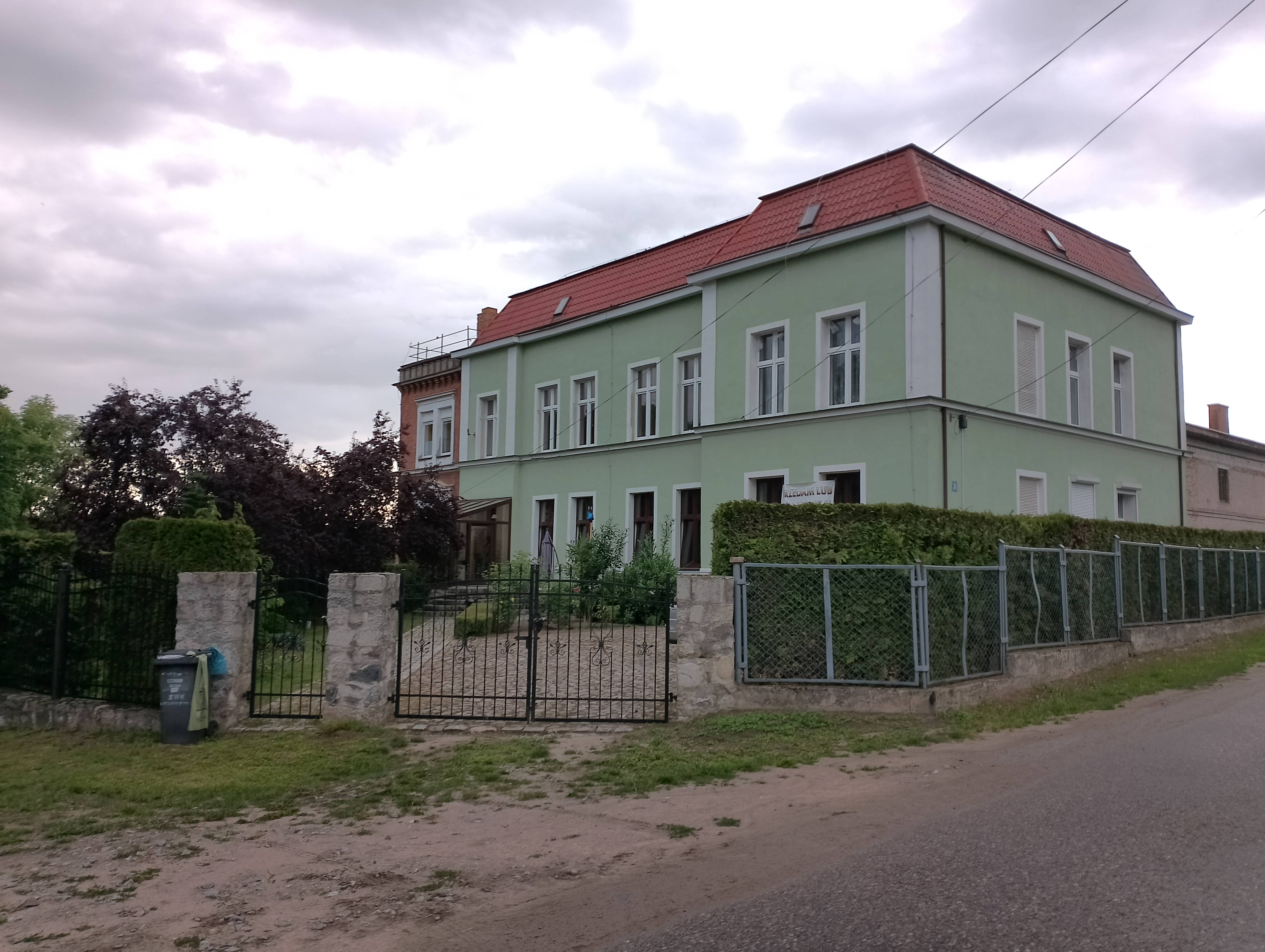
Ehemaliges Gutshaus Klaushagen (2023)

## Geschichte
Das Gut Klaushagen war ehemals ein altes pommersches Lehen der in Hinterpommern alteingeborenen Familie Borcke, das um 1782 die Kinder des verstorbenen Majors Richard Wilhelm von Borck, Heinrich Friederich Wilhelm Philipp, Friederica Sophia Louisa Juliana, Carl Otto Helmuth und Johann George Peter Ferdinand von Borck gemeinschaftlich besaßen.
Die Vasallen-Tabelle von 1804 nennt den Lieutenant a. D. Carl Otto von Borcke als Besitzer von Klaushagen.
1842 wird der Lieutenant a. D. Heinrich von Borcke als Besitzer des Guts Klaushagen genannt, um 1858 besaßen es die Gebrüder Bernhard und Georg von Borcke.
1871 war Georg Saatz Eigentümer des Ritterguts Klaushagen, dem das 531 Hektar große Gut mit Mahlmühle, Stärkefabrik und Ziegelei auch noch 1884 gehörte  und 1892, als die Flächengröße auf 557 Hektar angewachsen war.
Am 1. April 1927 hatte das Gut Klaushagen eine Fläche von 623 Hektar, und am 16. Juni 1925 hatte der Gutsbezirk 204 Einwohner. Um 1939 war Elisabeth von Borcke Besitzerin des Ritterguts.
Die Gemarkung der Landgemeinde Klaushagen hatte um 1930 eine Fläche von 13,9 km². Im Gemeindegebiet standen insgesamt 67 bewohnte Wohnhäuser an sechs verschiedenen Wohnstätten:
1. Fischerhaus
2. Karlshof
3. Klaushagen
4. Kolonie Klaushagen
5. Neu Gerdshagen b. Wangerin
6. Vorwerk Idenhof

Im Jahr 1945 gehörte das Dorf Klaushagen zum Kreis Regenwalde im Regierungsbezirk Köslin der preußischen Provinz Pommern des Deutschen Reichs. Klaushagen war dem Amtsbezirk Lessenthin zugeordnet.
Gegen Ende des Zweiten Weltkriegs wurde die Region im Frühjahr 1945 von der Roten Armee besetzt. Nach Beendigung der Kampfhandlungen wurde Klaushagen zusammen mit ganz Hinterpommern seitens der sowjetischen Besatzungsmacht der Volksrepublik Polen zur Verwaltung überlassen. Danach begann die Zuwanderung von Polen. Das Dorf Klaushagen wurde unter der polnischen Ortsbezeichnung ‚Przytoń‘ verwaltet. In der Folgezeit wurde die einheimische Bevölkerung von der polnischen Administration aus Klaushagen und dem Kreisgebiet vertrieben.

### Demographie
| Jahr | Einwohner | Anmerkungen |
| ---- | --------- | --- |
| 1782 | –         | adliger Wohnsitz mit einem großen Gut und einem kleinen Gut, letzteres Schliebengut genannt, einer Schäferei, auf der Feldmark dem Vorwerk Idenhof oder Tünkenwerder nebst einer Wassermühle, einer Mutterkirche und 31 Feuerstellen (Haushaltungen) |
| 1818 | 214       | Dorf mit den Vorwerken Carlshof und Tünkenwerder oder Idenhof, einer Wassermühle und einer Mutterkirche, adlige Besitzung |
| 1852 | 417       | Dorf |
| 1864 | 468       | am 3. Dezember, im Gemeindebezirk und Gutsbezirk zusammen |
| 1867 | 475       | am 3. Dezember, davon 178 im Dorf und 297 im Gutsbezirk |
| 1871 | 448       | am 1. Dezember, davon 206 im Dorf (sämtlich Evangelische) und 242 im Gutsbezirk (sämtlich Evangelische) |
| 1885 | 467       | am 1. Dezember, davon 164 im Dorf (163 Evangelische, ein Katholik) und 303 im Gutsbezirk (sämtlich Evangelische) |
| 1890 | 474       | am 1. Dezember, davon 176 im Gemeindebezirk und 298 im Gutsbezirk |
| 1910 | 441       | am 1. Dezember, davon 170 im Dorf und 271 im Gutsbezirk |
| 1925 | 509       | darunter 489 Evangelische und ein Katholik |
| 1933 | 484       | [ 18 ] |
| 1939 | 456       | [ 18 ] |